# Aleksandar Stanković
Pour les articles homonymes, voir Stanković.
Aleksandar Stanković (en serbe en écriture cyrillique : Александар Станковић), né le 31 juillet 2005 à Milan en Italie, est un footballeur italo-serbe qui joue au poste de milieu défensif au Club Bruges KV. 
Il est le fils de l'international serbe Dejan Stanković et frère du gardien de but Filip Stanković.

## Biographie

### Carrière en club
Stanković est formé à l'Inter Milan, dont il gravit les échelons jusqu'à être convoqué pour la première fois avec l'équipe première le 1er octobre 2022 lors d'un match de Serie A contre l'AS Roma. Il n'entre pas en jeu lors de ce match ni lors des deux saisons de championnat qui suivent. Il est également sur le banc lors de la finale de la Coupe d'Italie 2023 remportée par l'Inter face à la Fiorentina.
Le 3 juillet 2024, à 18 ans, il est prêté au FC Lucerne pour une saison, avec une option d'achat et une clause de rachat en faveur de l'Inter,. Il fait ses débuts professionnels le 21 juillet 2024 lors d'une rencontre de Super League suisse contre le Servette FC. Le 26 octobre suivant, il inscrit son premier but en professionnel sur coup-franc direct face à Yverdon-Sport.
Le 24 juillet 2025, Stanković a officiellement rejoint le Club Bruges, club de la Pro League belge, en signant un contrat jusqu'en 2029.

### En sélection
Stanković représente la Serbie en catégories jeunes, débutant avec les moins de 16 ans en 2021. Il progresse ensuite avec les U17, U18 et U19, portant à plusieurs reprises le brassard de capitaine. En mai 2022, il mène l'équipe serbe des moins de 17 ans jusqu'en demi-finales du Championnat d'Europe U17, se distinguant au passage par ses qualités sur coup de pied arrêté et son leadership sur le terrain,.
Le 17 mars 2025, il joue pour la première fois en équipe de Serbie espoirs, avec qui il est passeur décisif face à la Bosnie-Herzégovine lors d'une victoire deux buts à zéro.